# Ernst Brenner
Ernst Brenner (Basilea, 9 de diciembre de 1856-Menton, 11 de marzo de 1911) fue un abogado y político suizo, miembro del Partido Radical Democrático (PRD).
En 1881 fue elegido miembro del  Gran Consejo del Cantón de Basilea-Ciudad y, en 1884, miembro del Consejo de Gobierno del cantón. En 1887 fue elegido diputado del Consejo Nacional en representación de su cantón. Entre 1894 y 1895 fue presidente del Consejo Nacional y, entre 1896 y 1897, presidente del PRD. Fue Consejero Federal desde 1897 hasta su muerte. Su labor más notable al frente del Departamento de Justicia y Policía fue la implementación del Código Civil.
Ejerció el cargo de Presidente de la Confederación en 1901 y 1908. 

## Biografía

### Estudios, carrera y familia
Su padre, Heinrich August Brenner, era un comerciante de alfombras perteneciente a una familia de honda raigambre basiliense. Su madre, Sophie Faesch, murió poco después de su nacimiento. Estudió en el Gymnasium de Basilea, donde perteneció a la fraternidad estudiantil Paedagogia Basiliensis. Posteriormente, cursó estudios de Derecho en las universidades de Basilea, Múnich y Leipzig.
Tras aprobar el examen de doctorado, trabajó en el bufete de su tío Karl Johann Brenner entre 1879 y 1884. Además, participó en diversas instituciones. Fue presidente de la Sociedad Federal de Canto y vicepresidente de la Sociedad Federal de Gimnasia, a pesar de que no había sido cantante ni gimnasta en activo. También fue miembro de la Asociación Reformista de Basilea. En años posteriores dirigió el Gremio del Azafrán. En 1883 se casó con Lina Sturzenegger, natural de Trogen, con la que tuvo dos hijas y un hijo. Su hijo del mismo nombre fue posteriormente consejero de la legación en Viena, y uno de sus sobrinos, August Brenner, fue miembro del gobierno cantonal de Basilea entre 1919 y 1935.

### Política cantonal y federal
La carrera política de Brenner comenzó en 1881, cuando fue elegido miembro del Gran Consejo del cantón de Basilea-Ciudad. En 1884, con tan solo 27 años, resultó elegido miembro del Consejo de Gobierno del cantón. Durante los doce años siguientes encabezó el Departamento de Justicia y, en 1897, pasó a dirigir el de Instrucción Pública. Siendo Director de Justicia emprendió una profunda reorganización del sistema judicial de Basilea. Entre 1887 y 1888, y entre 1894 y 1895, fue presidente del Consejo de Gobierno. En las elecciones parlamentarias de 1887 obtuvo también escaño en el Consejo Nacional, donde en muy poco tiempo pasó a formar parte de varias comisiones muy relevantes, como la de revisión de la ley de distritos electorales, la de presupuestos y memorias anuales, la de verificación de actas electorales y la de peticiones. Entre 1894 y 1895 fue presidente del Consejo Nacional y, entre 1891 y 1897, juez suplente del Tribunal Supremo Federal. En 1895 fue nombrado por el Consejo Federal para representar al Estado en el consejo de administración de los Ferrocarriles Centrales Suizos. En 1896 asumió la presidencia del Partido Radical Democrático (PRD), fundado dos años antes.
La designación de Emil Frey como director de la Unión Telegráfica Internacional (actual Unión Internacional de Telecomunicaciones) dejó vacante un asiento en el Consejo Federal. A las elecciones primarias se presentaron tres candidatos, cada uno en representación de un ala del partido. Brenner se impuso con claridad como representante de la corriente centrista a los otros dos candidatos, el progresista Theodor Curti, de San Galo, y el liberal conservador Paul Speiser, consejero del gobierno de Basilea. Pese a que Brenner era el candidato oficial de su propio grupo parlamentario, Speiser parecía contar con más apoyos en el resto de grupos parlamentarios. En las elecciones parciales del 25 de marzo de 1897, Brenner únicamente logró imponerse en la cuarta vuelta con 96 de los 179 votos válidos; Speiser recibió 81 votos y el resto dos. De este modo, Brenner se convirtió en el primer consejero federal procedente del cantón de Basilea-Ciudad. Cabe señalar que, ya en 1855, el basiliense Johann Jakob Stehlin había sido elegido, pero rechazó el nombramiento.

#### Consejero Federal

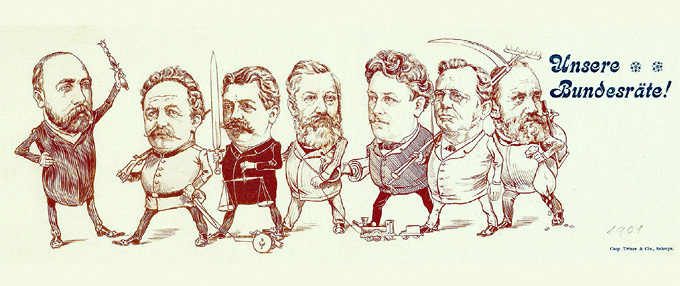
El Presidente Federal Brenner (izquierda) en una caricatura de 1901.

Brenner dirigió el Departamento de Justicia y Policía durante sus 14 años de mandato, a excepción de los años 1901 y 1908, en los que fue Presidente de la Confederación y asumió temporalmente la jefatura del Departamento Político. Partidario de la unificación del derecho civil, desempeñó un papel fundamental en la elaboración del Código Civil suizo (CC), en cuya redacción colaboró de manera notable Eugen Huber. El 13 de noviembre de 1898, el pueblo y los cantones aprobaron en referéndum las bases constitucionales para la unificación del derecho y, a finales de 1900, se presentó el primer anteproyecto del CC. Los debates parlamentarios se prolongaron hasta 1907 y, tras un período transitorio de cuatro años, entró finalmente en vigor a principios de 1912.
Durante su mandato se elaboró también una nueva ley de responsabilidad civil del sector ferroviario, un proyecto que él mismo había propuesto en 1891, cuando era Consejero Nacional, tras el devastador accidente ferroviario de Münchenstein. Otras reformas legislativas que impulsó afectaron a temas como el derecho de patentes, la adquisición y pérdida de la ciudadanía suiza y los seguros. Asimismo, se encargó de preparar la reorganización del Tribunal Supremo Federal, la creación de un tribunal administrativo y la adhesión de Suiza a los Convenios de La Haya. En 1909, la Universidad de Basilea le concedió el doctorado honoris causa. Otro de sus proyectos fue la redacción de un código penal unificado, aunque esta iniciativa no se materializaría hasta mucho después de su muerte, en 1942.
En el invierno de 1911, aquejado de diabetes y problemas renales, se trasladó a la localidad de francesa de Menton, en la Costa Azul, para someterse a una cura de varias semanas. Poco después de recibir la visita de su colega Adolf Deucher, sufrió una grave apoplejía que le causó la muerte. Está enterrado en el cementerio de Bremgarten, en Berna.